# Коронини-Кронберг, Франц
Франц Коронини-Кронберг (нем. Franz Coronini-Cronberg; 18 ноября 1833—1901) — австрийский государственный деятель.

## Биография
Родился в семье графа Иоганна Баптиста Коронини-Кронберга.
Воспитывался вместе с графом Таафе и императором Францем-Иосифом, был на военной службе, затем посвятил себя сельскому хозяйству. В 1871 был избран в члены рейхсрата, где примкнул сначала к левым, а затем к прогрессистам, от которых отделился в 1878, как сторонник политики Андраши.
В 1879 Коронини был президентом делегации и в том же году избран президентом палаты депутатов; резкие нападки его прежних единомышленников заставили его в 1881 покинуть этот пост. В 1882 Коронини основал умеренную партию, названную клубом либерального центра или клубом Коронини (Coronini-Klub). Выборы 1891 уменьшили число членов этой партии до 12.